# JR (コンピュータ)
JRシリーズ (JR Series) は、1980年代に日本の松下通信工業株式会社・電卓事業部よりナショナルブランドで発売された、ホビーパソコン・8ビットパソコンのシリーズである（当時はマイコンと呼ばれていた）。
シャープのMZと日本電気のPC-8000シリーズの成功により、他の多くのメーカーも独自規格のホビーパソコンで参入していた当時、松下が発売したシリーズである。

## シリーズ

### JR-100
1981年11月21日に54,800円で発売。発売当時の国産パソコンで最廉価の製品であり、より廉価な製品として三井物産が輸入販売していた英シンクレア社のZX81（38,700円）と比べてもZX81の方がRAMが少なく増設するとJR100の方が割安となった。ベーシックマスター（日立製作所）やMZ-80（シャープ）などと同様に、キャラクターを分割したセミグラフィックやキャラクタグラフィック、モノクロ表示、単音のサウンド機能を装備した低機能かつ低価格のパソコンであるが、RAMは標準で16KB搭載していたので相応のプログラムは作成できた。基本はMZ-80に近い部分が多いが、一部ではPC-8001の仕様に近い部分もある。
文字表示関係
- 横32文字×縦24文字が表示できる。文字は大文字のラテン文字のみで、カタカナさえ表示できない。これは国産のデスクトップパソコンとしてはかなり異例のコストダウンであり、文字を表示するには英文、ローマ字、後述のPCGに頼るしかなかった。
- カラーは使えずモノクロ。文字単位で反転も可能である。
- キャラクタグラフィックが多数用意され、人型やヘビ型などMZ-80と同じドットパターンのキャラクターが多数使われている。トランプマークのクローバーなど、一部はPC-8001などと同じものになっている。
- キャラクターを4分割したグラフィックパターンが用意されているので64×48ドット相当のビットマップ描画を行うことが可能。ただしBASICでグラフィックとして描画するコマンドは用意されていない。
- 貧弱なグラフィックを補うのに32文字分のPCG機能を備えており、キャラクターセットに含まれていない英小文字やカナ文字を表示したり、見た目の美しいゲームキャラを作る事に貢献した。

その他
- 本体は角ばったクリーム色で、サイズは幅296mm×奥行き154mm×高さ45mm。非常にコンパクトに作られている。
- 緑色のキーボードが低価格のためゴムで作られており、「消しゴムキーボード」と揶揄された。ショートカットキー機能が設けられ、命令文を一発で入力できる。最下段のスペースバーがなく、右側のシフトキーがスペースキーに差し換えられていた。
- ROM-BASICは8KBの整数型JR-BASICで、扱える数値は-32767～32767の整数のみ。座標指定を行う場合に、一般的な横・縦の順の指定ではなく、縦横を逆に、"LOCATE Y,X"と記述するのが特徴。CPUはMC6800の流れを組む富士通のMB8861で、機械語のプログラミングも比較的容易とされていた。
- ROMは8KB、RAMは16KB（+VRAM1KB）で最大32KB。
- サウンドはPC-8001同様で、ブザー音が鳴るのみ。あえて文字表記すれば、圧電スピーカのためPCの「ピー」に対し、JR-100は「チー」と聴こえる。特定アドレスへの数値書き込みで音程の変更は可能。
- RFモジュレーターを内蔵していないので、家庭用テレビに接続する場合は別売のRFコンバーター（JR-R01 7,500円）が必要になる。
- オプションとして本体下部に取り付ける拡張ユニット（JR-U01 35,000円/JR-U02 45,000円）が用意された。プリンタポートとジョイスティックポートが追加され、JR-U02はさらにRAM16KBと拡張I/Oバスが追加される。
- マニュアルに登場する教授風のキャラクターは「パソコン博士」と呼ばれる。

### JR-200
1982年末に79,800円で発売。JR-100の上位機種だが、互換性はない。JR-100と同様、低価格路線のマシンである。
基本仕様
- メインCPU MN1800A（6802相当）
- サブCPU MN1544(4ビットマイコン、命令格納用内蔵ROM 4Kx8ビット、データ格納用内蔵RAM 256x4ビット[3])
- ROM 16KB
- RAM 32KB
- ビデオRAM 2KB
- キャラクタRAM 2KB
- ディスプレイ・インターフェイス RGB同期分離方式、コンポジットビデオ方式、RF変調方式
- 画面構成 32文字×24行
- 色指定 文字・バックともにキャラクタ単位で任意に色指定可能。指定色は、黒、青、赤、マゼンタ(紫)、緑、シアン(水色)、黄、白の8色
- グラフィック 64×48ドット。ドットごとに色指定可能[4]
- ミュージック 5オクターブ、3種のメロディを同時演奏可能。プログラムと同時進行可能
- カセットインターフェイス FSK方式1200Hz（スペース）、2400Hz（マーク）。600ボー、2400ボー切り換え(専用のカセットテープレコーダーRQ-8300使用時2400ボーでプログラムの SAVE/LOAD 可能とされた[4])
- プリンターインターフェイス セントロニクス準拠。専用プリンターJR-P01、またはEPSON MP-80IIIシリーズ使用可[4]
- ジョイスティック アドコム電子ジョイスティックに適合する端子2個（9ピン）
- RS-232Cユニット（オプション） 9600ボーまで可能[4]
- 外部拡張 50ピン拡張バスコネクタ付き。拡張ユニットを介してフロッピーディスクユニットを接続可能
- 電源 AC100V 50/60Hz, 約8W[4]
- 寸法（高さ×幅×奥行き） 56×348×208mm[4]
- 重量 約1.7kg(約2.0Kgとする資料[4]もある)

JR-100からの変更点
- メインRAMは32KB、ROMは16KBに増加。カラー表示をサポートし、ユーザー定義文字は64字に。セミグラフィック機能が追加された。
- ATARI仕様のジョイスティックポートが標準で2ポート装備された。
- カセットインターフェイスは2400ボーもサポート。当時としては高速だった。
- 本体はシルバーとダークグレーを基調とし、青がアクセントとなったデザイン。筐体は一回り大きくなり余裕ができた分、カーソルキーやスペースキーは操作性が考慮された配置となった。キーボード自体はいわゆる消しゴムキーボード。
- カナも表示可能に。JR-BASICは5.0となり実数をサポート。BASICによる座標指定は他の機種と同じ、"LOCATE X,Y"に変更された。
- サウンド機能は音階指定可能かつ同時発音数3となった。AY-3-8910のようなエンベローブ設定やノイズ発生機能は持たない。音楽を演奏するためのPLAY文も存在するが、MMLのようにBASICで直接演奏データを指定できるものではなく、データをメモリ上に直接書き込むものだった。
- 外部拡張バスを持ち、オプションで5インチ・フロッピーディスク・ユニットをサポートした。また、内部に追加するオプションでRS-232Cインターフェイスもサポートした。
- CTRL+Cでマシン語プログラムも中断できるようになった。

### JR-300
1984年登場。本体価格159,000円。「パソコン&テレビ300」を謳いスーパーインポーズ機能を標準搭載。専用ディスプレイ（TH15-M300）がこれに対応した。
大きさやデザインは同社のキーボード分離型MSXに近い印象である。カタログ写真にはプリンターやフロッピーディスクドライブが接続されている。メインCPUはZ80に変更されている。サブCPUはMN1800A(6802互換)、ROM40KByte。
ショールームに設置されたプロトタイプ版では、起動時に「JR-200モード」を選択すると、JR-200のシステムが起動し、JR-200向けのソフトを使用する事ができた。
ビジネスショーで公開されたものの、主に教育用パソコンとして学校へ納入され、一般向けにはごく限られた台数しか発売されなかったとされている。

### JR-800
1983年に128,000円で発売。CPUはCMOS 8bitの63A01V(6801ファミリー拡張セット)、ROM 20KByte、RAM 16KByte(24KByteまで拡張可)。大きさはB5大のハンドヘルドコンピューターで、シャープのポケットコンピュータに比較的近い。画面は32桁8行、192x64ドット。ポケットコンピューター（ハンドヘルドコンピューター）らしく、関数の充実を売りにしていた。専用の持ち運べるプリンタJR-P20も発売された。単三乾電池4本もしくはACアダプタで駆動。